# División de Jammu
Jammu es una división administrativa del estado indio de Jammu y Cachemira; este último consiste en tres divisiones: Jammu, el Valle de Cachemira y Ladakh. La ciudad de Jammu, en Jammu, es la capital de invierno del estado de Jammu y Cachemira, mientras que la ciudad de Srinagar, en el valle de Cachemira, es la capital de verano. Los numerosos santuarios de la región de Jammu atraen a miles de peregrinos hinduistas cada año.

## Demografía
Jammu tiene una población de 4.9 millones de habitantes.
Jammu es la región del estado de Jammu y Cachemira que tiene una mayoría de población hinduista con 63,9%, mientras que el 33,5% son musulmanes, los sijes el 2% y el 0,3% cristianos.
La mayoría de los hinduistas son étnica y culturalmente dogras y pandits cachemires. La gente de Jammu habla las lenguas dogri, poonchi, gojri, kotli, mirpuri, hindi, panyabí y urdu.

## Distritos
La región de Jammu contiene 10 distritos:
- Doda (53,8% musulmanes y 45,8% hindúes)
- Jammu (84,3% hindúes, 7,5% musulmanes y 7,5% sijes)
- Kathua (87,6% hindúes y 10,4% musulmanes)
- Kishtwar (57,8% musulmanes y 40,7% hindúes)
- Punch (90,5% musulmanes y 6,8% hindúes)
- Rajouri (62,7% musulmanes y 34,5% hindúes)
- Reasi (49,7% musulmanes, 48,9% hindúes y 1% sijes)
- Ramban (70,7% musulmanes y 28,6 hindúes)
- Samba (86,3% hindúes, 7,2% musulmanes y 5,6% sijes)
- Udhampur (88,1 hindúes y 10,8 musulmanes)